# Pascal Affi N'Guessan
Pascal Affi N'Guessan (Bouadikro, 1 de enero de 1953) es un político marfileño, actual presidente del Frente Popular Marfileño (FPI). Fue primer ministro de Costa de Marfil del 27 de octubre de 2000 al 10 de febrero de 2003.

## Biografía
N'Guessan nació en Bouadikro en la subprefectura de Bongouanou. En 1986 se incorporó al Frente Popular Marfileño (FPI). Fue alcalde de Bongouanou de 1990 a 1996 y vicepresidente de la Unión de Ciudades y Comunas de Costa de Marfil (UVICOCI) de 1990 a 1995.
N'Guessan se incorporó a la Secretaría General del FPI en 1990, y en 1994 se convirtió en Secretario General Adjunto. En enero de 2000, después de un golpe militar en diciembre de 1999, fue designado ministro de Industria y Turismo bajo el mando del líder militar Robert Guéï, y ocupó ese cargo hasta octubre de 2000. N'Guessan fue el director de campaña del candidato del FPI Laurent Gbagbo en las elecciones presidenciales de octubre de 2000, y después de la victoria de Gbagbo fue nombrado Primer ministro de Costa de Marfil.
A Gbagbo se le prohibió constitucionalmente ser líder del partido después de asumir la presidencia, y en el Tercer Congreso Extraordinario del FPI, celebrado del 20 al 22 de julio de 2001, N'Guessan fue elegido presidente del FPI, obteniendo el 94,55% de los votos. Fue elegido Vicepresidente de la Internacional Socialista en su 22.º Congreso, celebrado del 27 al 29 de octubre de 2003 en São Paulo, Brasil.
Tras el derrocamiento del régimen de Gbagbo en abril de 2011 por fuerzas leales a Alassane Ouattara respaldadas por fuerzas francesas y de la ONU, N'Guessan fue arrestado y recluido en un centro de detención en Bouna, al noreste de Costa de Marfil.
El 8 de agosto de 2015, N'Guessan fue designado candidato presidencial del FPI para las elecciones presidenciales de octubre de 2015. Durante la campaña denunció el encarcelamiento de Gbagbo por parte de la Corte Penal Internacional y las condiciones políticas bajo la administración de Ouattara. Algunos miembros de la línea dura del FPI no querían participar en las elecciones mientras Gbagbo permaneciera encarcelado, pero otros sentían que el partido debía seguir participando en el proceso electoral.
En las elecciones parlamentarias de diciembre de 2016, N'Guessan fue elegido miembro de la Asamblea Nacional como candidato del FPI en el departamento de Bongouanou, recibiendo el 59% de los votos. El 7 de noviembre de 2020, Pascal Affi N'Guessan fue arrestado. Es acusado por la Fiscalía de “conspiración contra la autoridad del Estado”, “movimiento insurreccional”, “asesinato” y “actos de terrorismo” . Fue puesto en libertad provisionalmente el 30 de diciembre de 2020.
En octubre de 2021, thingee anuncia su candidatura para las elecciones presidenciales de 2025.
En noviembre de 2024, es reelegido Pascal Affi N'Guessan, presidente del Frente Popular de Costa de Marfil, con el 99% de los votos.